# Lemuel H. Arnold
Lemuel Hastings Arnold, född 29 januari 1792, död 27 juni 1852 var en amerikansk politiker, guvernör i Rhode Island och ledamot av USA:s representanthus.

## Biografi
Arnold föddes i St. Johnsbury i Vermont. Han tog examen från Dartmouth College 1811, studerade juridik, antogs till advokatsamfundet och började praktisera i Providence, Rhode Island.
Arnold var ledamot av Rhode Islands representanthus från 1826 till 1831, han valdes sedan till guvernör i Rhode Island och tjänstgjorde som sådan från 1831 till 1833. Han efterträdde James Fenner efter dennes andra period som guvernör och kom senare att efterträdas av John B. Francis.
Arnold tjänstgjorde också som ledamot av Rhode Island Executive Council under Dorrupproret från 1842 till 1843.
Efter ett misslyckat försök att väljas till USA:s senat, valdes han till USA:s representanthus för Whigpartiet och tjänstgjorde i en mandatperiod, från 1845 till 1847.
Sedan han lämnat politiken, praktiserade han som advokat i South Kingstown, Rhode Island, till sin död. Han begravdes på Swan Point Cemetery i Providence.
Hans son, Richard Arnold, var brigadgeneral i unionsarmén under amerikanska inbördeskriget. Hans dotter, Sally Lyman Arnold, var gift med brigadgeneralen i unionsarmén Isaac P. Rodman, som blev dödligt sårad vid Slaget vid Antietam.